# Jules Noël (atleta)
Jules François Joseph Noël (Norrent-Fontes, 27 gennaio 1903 – Escaudœuvres, 19 maggio 1940) è stato un discobolo e pesista francese.
Ha partecipato ai Giochi di Amsterdam 1928, Los Angeles 1932 e di Berlino 1936, gareggiando nel getto del peso e nel lancio del disco.
Ha rappresentato il suo Paese alla cerimonia di apertura delle Olimpiadi, nel 1932 e 1936.
Morì durante la seconda guerra mondiale per una ferita riportata durante una battaglia fuori Escaudœuvres, vicino a Cambrai.